# سومبار
رودخانه سومبار از دو شاخه اصلی غلامان و چندیر تشکیل شده‌است. شاخه غلامان از دامنه‌های جنوبی غلامان در خاک ایران سرچشمه گرفته و حدود ۲۸ کیلومتر در مرز مشترک ایران و ترکمنستان جریان داشته و سپس به طرف شمال منحرف می‌شود که پس از اتصال شاخه‌ها و چشمه‌های متعددی در خاک ترکمنستان، شاخه اصلی سومبار را به وجود می آورد. شاخه چندیر در خاک ایران از ارتفاعات باغلق سرچشمه گرفته‌است که پس از طی مسافتی حدود ۵۰ کیلومتر به مرز ایران و ترکمنستان می‌رسد و پس از اتصال به شاخه غلامان، رودخانه سومبار را تشکیل می‌دهد.

رودخانه سومبار در چات به اترک داخلی ملحق شده و اترک مشترک را به وجود می آورد. سطح حوزه آبریز رودخانه سومبار در چات حدود ۸۲۷۰ کیلومتر مربع است که ۱۸۷۵ کیلومتر مربع آن در خاک ایران واقع است. مساحت حوزه آبریز شاخه‌های چندیر و غلامان به ترتیب حدود ۸۹۶ و ۹۷۹ کیلومتر مربع است.